# تیت (جورجیا)
تیت (به انگلیسی: Tate) یک منطقهٔ مسکونی در ایالات متحده آمریکا است که در شهرستان پیکنز، جورجیا واقع شده‌است.